# سوزانا مارتینز
سوزانا مارتینز (به انگلیسی: Susana Martinez) فرماندار ایالت نیومکزیکو از حزب جمهوری‌خواه ایالات متحده آمریکا بود که در تاریخ ۱ ژانویه ۲۰۱۱ میلادی به عنوان فرماندار انتخاب شد و ۱ ژانویه ۲۰۱۹ در این سمت باقی ماند.